# Morbid Fascination of Death
Morbid Fascination of Death är det norska black metal-bandet Carpathian Forests tredje fullängdsalbum, utgivet på Peaceville Records 2001. Detta är gitarristen Nordavinds sista album med bandet och basisten Vrangsinns första.

## Låtlista
1. "Feaver, Flames and Hell" – 2:31
2. "Doomed to Walk the Earth as Slaves of the Living Dead" – 3:12
3. "Morbid Fascination of Death" – 2:28
4. "Through Self-Mutilation" – 2:58
5. "Knokkelman" – 3:42
6. "Warlord of Misantropy" – 2:43
7. "A World of Bones" – 4:43
8. "Carpathian Forest" – 2:06
9. "Cold Comfort" – 5:08
10. "Speechless" – 3:27
11. "Ghoul" (Mayhem-cover) – 3:40
12. "Nostalgia" (demospår) – 9:34

## Medverkande
Bandmedlemmar
- R. Nattefrost (Roger Rasmussen aka Nattefrost) – sång, gitarr, synthesizer, körsång
- J. Nordavind (Johnny Krøvel) – gitarr, synthesizer, körsång
- Tchort (Terje Vik Schei) – basgitarr
- A. Kobro (Anders Kobro) – trummor
- Vargsinn (Daniel Vrangsinn Salte) – basgitarr, synthesizer

Gästmusiker
- Mötorsen (Arvid Thorsen) – tenorsaxofon (spår 9, 12)
- Nina Hex – sång (spår 2)
- E. Kulde (Eivind Kulde) – bakgrundssång (spår 5, 8)
- C. Alucard – tal (spår 3)

Produktion
- Terje Refsnes – producent, ljudtekniker, ljudmix
- Nattefrost – omslagsdesign, omslagskonst
- Vrangsinn – omslagsdesign, grafik
- Lorenzo Mariani – omslagskonst
- Roxy Ueland – foto
- Nina Hex – foto
- E. Øvestad – logo